# Comté de Yilgarn
Le comté de Yilgarn (en anglais : Shire of Yilgarn) est une zone d'administration locale du sud-est de l'État australien d'Australie-Occidentale. Le comté est situé à 400 kilomètres à l'est de Perth, la capitale de l'État. 
Le centre administratif du comté est la ville de Southern Cross.
Le comté est divisé en un certain nombre de localités :
- Southern Cross ;
- Bodallin ;
- Bullfinch ;
- Dulyalbin ;
- Koolyanobbing ;
- Marvel Loch ;
- Moorine Rock ;
- Yellowdine.

Le comté a neuf conseillers locaux et est divisé en trois circonscriptions :
- Town Ward (quatre conseillers) ;
- North Ward (deux conseillers) ;
- South Ward (trois conseillers).